# غیک شیخها
غیک شیخها، روستایی از توابع بخش جبالبارز جنوبی شهرستان عنبرآباد در استان کرمان ایران است.
نام غیک در لغت نامهٔ دهخدا نیز ذکر شده‌است؛ "غیک
بخش جبال بارز شهرستان جیرفت که در ۸۷ هزارگزی جنوب خاوری مسکون و۱۶هزارگزی شمال راه مالرو سبزواران به کروک قرار دارد. جلگه و سردسیر است و سکنهٔ آن ۱۰۰ تن شیعهٔ فارسی زبانند. آب آن از چشمه. محصول آن غلات و میوه و شغل اهالی زراعت است. راه مالرو دارد. ساکنان آن از طایفهٔ علیپور مشایخی هستند". (از فرهنگ جغرافیایی ایران ج ۸). این روستا قدمتی به طول تاریخ دارد و از گذشته همواره مورد توجه بوده‌است. ساکنان و بومیان این ناحیه طایفهٔ علیپور مشایخی هستند و از دیر باز نقش بسزایی در آبادانی این جلگهٔ سرسبز داشته‌اند. از آنجایی که این روستا دارای منابع آب و محصولات حاصلخیز بوده و از منبع درآمد عالی برخوردار بوده‌است، مورد توجه عده ای سودجو از دیگر مناطق نیز قرار گرفته‌است به طوریکه چندین دهه پیش شخصی از شهرستان یزد به آنجا می آید و در قبال اعطای شناسنامه به ساکنانش اکثر قنوات و باغات آنجا را تصرف می‌نماید.
هم‌اکنون این روستا دارای باغستان‌های خرماست که از طریق قنات و چاه‌های آب تغذیه می‌شوند. خرمای این ناحیه بسیار مرغوب است و در سطح شهرستان شهرت دارد.
لازم است ذکر شود که این ناحیه دارای یک امامزاده از نوادگان موسی بن جعفر است.
این بقعه زیارتگاه عاشقان و دلدادگانی است که پیوسته برای ادای احترام به آنجا سفر می‌کنند. از دیگر مکانهایی که برای گردشگری مناسب است سد خاکی است که به وسیله رودخانه‌های بالا دست که از کوهستان‌های بارده و رودفرق سرازیر می‌شوند، تأمین اب می‌شود.

## جمعیت
این روستا در دهستان گرمسار قرار دارد و براساس سرشماری مرکز آمار ایران در سال ۱۳۸۵، جمعیت آن ۱۵۵ نفر (۳۶خانوار) بوده‌است.